# 乌尔夫·克里斯特松
乌尔夫·亚尔马·克里斯特松（瑞典語：Ulf Hjalmar Kristersson，發音：[ˈɵ̂lf krɪstɛˈʂɔn] ⓘ；1963年12月29日—），现任瑞典首相，溫和聯合黨主席。2014年起任瑞典議會南曼兰省选区议员，1991年至2000年任斯德哥尔摩省选区议员。2010年至2014年任弗雷德里克·赖因费尔特政府的卫生与社会事务大臣，1988年至1992年任温和青年联盟主席。
2014年12月11日，克里斯特松获任命影子财政大臣兼溫和聯合黨经济政策发言人。2017年9月1日，温和联合党主席安娜·欣贝里·巴特拉卸任，克里斯特松宣布竞逐党领袖。从2018年瑞典大選开始，在克里斯特松的领导下，温和联合党向瑞典民主黨敞开怀抱。到2021年底，温和联合党和民主党与联盟分裂出来的两个中間偏右政党结成非正式的右翼政党联盟。2022年瑞典大选结束后，这个右翼的政党联盟获得议会多数席位，克里斯特松也因而于2022年10月17日当选新一任首相。

## 生平

### 早年
乌尔夫·克里斯特松生于斯科讷省隆德，父亲拉尔斯（Lars，1938–2015）是财务顾问，母亲卡琳（Karin，1938–2020）是大学讲师。克里斯特松5岁的时候，全家人搬到埃斯基尔斯蒂纳城外的托什海拉。克里斯特松小时候是体操运动员。在埃斯基尔斯蒂纳读完高中后，克里斯特松报名参军，1983年至1984年在高地团排长。退伍后，克里斯特松在乌普萨拉大学修读工商管理及经济学，获得该校的工商管理硕士。

### 初入政坛
1985年瑞典大选前夕，在温和青年联盟的安排下，克里斯特松负责南曼蘭地区的选举活动。1988年11月26日，克里斯特松获提拔为青年联盟新一任主席，接任比阿特丽斯·阿斯克。1991年，中间偏右的卡尔·比尔特政府执政，克里斯特松成为瑞典议会议员。当选议员没多久，克里斯特松就公开批评比尔特政府与社会民主工人党达成危机处理协议。也是在那个时候，克里斯特松认识到温和联盟前任党领袖约斯塔·博曼；博曼不仅尊重克里斯特松，还和克里斯特松一道批评比尔特政府。
1992年，克里斯特松与弗雷德里克·赖因费尔特角逐温和联盟主席。党代会召开前，温和联盟内部的自由派和保守派在意识形态上存在极大分野，双方的矛盾最终引爆了吕克瑟勒大会上的纷争。作为自由派的后备人选，克里斯特松以微弱差距落败。外界称克里斯特松为温和联盟的“失落一代”，认为这次落败是他退出政坛火线的原因。1995年到1998年，克里斯特松在Timbro公司担任市场营销主管。

### 离开政坛
2000年4月，克里斯特松深感新任党主席博·隆格伦没有重视自己的工作，决定离开议会。之后两年，克里斯特松在私营企业工作，包括在互联网咨询公司Adcore担任传播总监兼副总裁。Adcore后来没能挺过互联网泡沫，宣告结业。
克里斯特松还担任瑞典收养中心主席。他在任期间，中心着重处理了中国贩运儿童问题。

### 市长选举
2002年，克里斯特松回归政坛，担任斯特兰奈斯的财政专员。2006年，他获任命为斯德哥尔摩副市长，负责社会福利及劳工。在弗雷德里克·赖因费尔特的邀请下，克里斯特松领导了负责指定家庭政策的委员会。克里斯特松提议父亲休一个月陪产假才能获得生育福利，引发外界争议。这种做法明显和温和党的传统政策相冲突，因为以往做法是由个人选择。

### 回归国家级政坛
2010年10月5日，弗雷德里克·赖因费尔特任命克里斯特松出任社会安全大臣，任期四年。2014年瑞典大选结束后，赖因费尔特内阁辞职，克里斯特松再度当选国会议员，而这一次是代表南曼兰省。赖因费尔特辞任党主席后，安娜·欣贝里·巴特拉任命他出任影子财政大臣。

## 温和党领袖
2017年8月25日，安娜·欣贝里·巴特拉因内部批评辞任党主席。2017年10月1日，克里斯特松当选新一任主席。在克里斯特松的领导下，温和党民望明显上升，打破了安娜任内的低迷局面。在移民议题方面，克里斯特松的立场比安娜更激烈。

### 联合政府谈判
2018年9月25日，时任首相斯特凡·勒文遭弹劾，克里斯特松表示希望接任。
2018年10月2日，克里斯特松获瑞典议会议长安德烈亚斯·诺伦授权组建新政府。克里斯特松起初希望和联盟的政党（溫和聯合黨、中间党、基督教民主黨和自由黨）及瑞典社会民主工人党组建联合政府。2018年10月9日，克里斯特松宣布社民党拒绝接受后续谈判，所以他将寻求其他方式组建政府。2018年10月14日，克里斯特松表示放弃组建政府，理由是局面不明朗。
2018年11月5日，随着各种组建政府谈判告吹，议长诺伦提议克里斯特松担任总理。2018年11月14日，瑞典议会以195票支持、154票反对否决了克里斯特松的总理提名，让克里斯特松成为瑞典史上首个遭否决的议长提议总理人选；这也是中间党和自由党40年来首次对总理人选投下反对票。
2019年12月，克里斯特松与瑞典民主党领袖伊米·奥克松会面，表示会在议会全力支持民主党。作为反移民政党，民主党一直以来被其他政党孤立，克里斯特松在2018年大选前夜拒绝和民主党进行对话。南特恩大学政治学教授安-凯瑟琳·准格尔（Ann-Cathrine Jungar）认为此举让瑞典和其他欧洲国家一样，中间偏右和激进右派政党合作。2020年8月，克里斯特松批评政府处置犯罪现象不力，包括枪支暴力。
2021年6月29日，时任首相斯特凡·勒文遭弹劾，引发政府危机。议长诺伦正式授权克里斯特松组建政府。到7月3日，克里斯特松将组建计划提交给诺伦。按照计划，克里斯特松所在温和党回合基督教民主党、瑞典民主党及自由党组建政府。然而到了7月1日，克里斯特松以未获足够支持为由取消了计划。

## 出任首相
2022年瑞典大选结束后，克里斯特松的温和党在议会的议席大幅度减少，温和党自1976年大选以来首次沦为第三大党。尽管如此，右派政黨还是获得多数席位，让玛格达莱娜·安德松辞职、克里斯特松獲提名首相。克里斯特松表示愿意和基督教民主党、自由党及瑞典民主党组建联合政府。
2022年10月14日，克里斯特松率领的温和联合党与基督教民主党、自由党和瑞典民主党签订组建政府协议，其中後者於閣外支持政府。10月17日，瑞典议会以176票支持、173票反对当选新一任瑞典首相。

## 政治立场及个人形象
在《地方报》2018年发布的政治档案中，克里斯特松被形容为“聪明、谦逊、通情达理、随和、乐于讨论”的好人形象，同时在犯罪及移民问题上和前任党主席保持一致。档案认为克里斯特松代表着温和党的新自由主義力量。

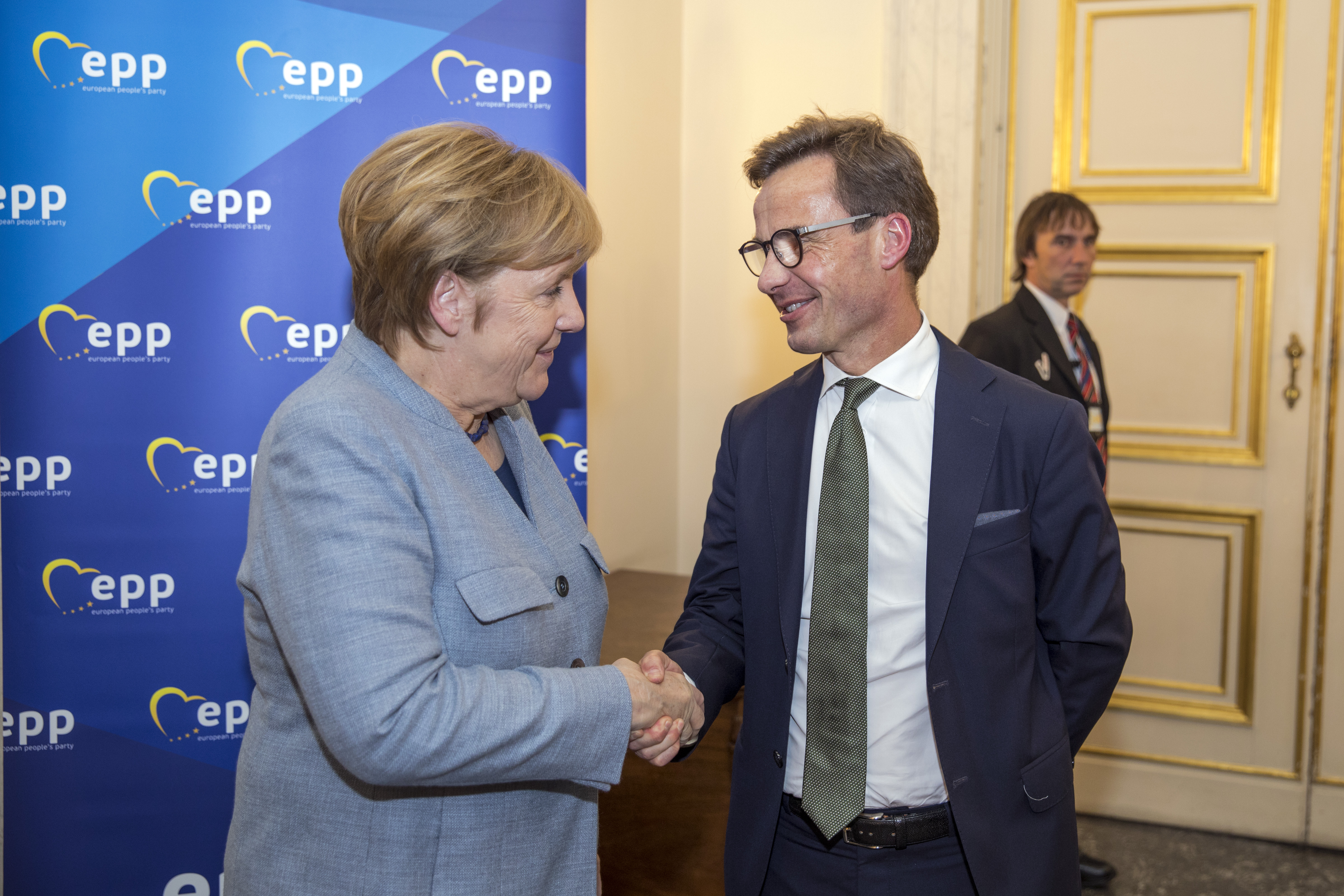
克里斯特松与德国总理安格拉·默克爾，摄于2017年

克里斯特松将社会流动列为主要关注议题。在他上任党主席的首个讲话中，克里斯特松认为瑞典应该成为“满怀希望的国家”，温和党应成为“满怀希望的政党”。至于难民庇护问题，克里斯特松支持难民融入瑞典社会，但要强制进行文化同化及学习瑞典语，还要工作及缴税。
就任党主席没多久，克里斯特松就断然拒绝和瑞典民主党结盟。而到了2018年大选后，克里斯特松打破不合作政策，开始与民主党高层进行正式谈判。2022年大选前，克里斯特松表示会组建一个不完全是右翼的政治集团，由温和派、瑞典民主党、基督教民主党和自由党组成。对于民主党要求联盟取得大多数席位后分配一些内阁职位，克里斯特松表示不确定。选举结束后，克里斯特松表示有信心在民主党支持下组建保守政府。

## 个人生活
克里斯特松目前住在斯特兰奈斯，与妻子比吉塔·埃德收养了三个中国来的孩子。

## 荣誉

### 外国勋章奖章
- 一等智者雅罗斯拉夫王公勋章（英语：Order of Prince Yaroslav the Wise）（乌克兰，2024年8月23日公布[55]）